# Top Goon
«Top Goon» (titulado «Matonería» en Hispanoamérica y «Matones» en España) es el undécimo episodio de la trigésimo cuarta temporada de la serie de televisión de animación estadounidense Los Simpson, y el 739 en total. Se emitió en los Estados Unidos en Fox el 11 de diciembre de 2022. El episodio fue dirigido por Chris Clements y escrito por Joel H. Cohen.
En este episodio, Moe recluta a Nelson para su equipo de hockey sobre hielo para proteger a Bart. El episodio recibió críticas positivas. Maggie Simpson no aparece en este episodio. El título de la serie no aparece en el episodio. El episodio se abre con una secuencia de nubes con el texto «Moe Szyslak» en lugar de «Los Simpson».

## Trama
El vecino de Moe, King Toot, muestra su trofeo por entrenar a un equipo de hockey infantil ganador, lo que molesta a Moe. La temporada siguiente, Moe funda su propio equipo con Bart como mejor jugador. Sin embargo, Bart es placado por un jugador del equipo de King Toot, y el equipo de Moe pierde. Cuando Moe se da cuenta de que Nelson intimida a alguien, le invita a formar parte del equipo.
Moe envía a Nelson a la Academia Top Goon para enseñarle a ser un matón. A Nelson le enseñan que Bart es el principal y que siempre debe protegerlo. Nelson y Moe estrechan lazos mientras celebran su graduación. Cuando el equipo gana el siguiente partido, celebran una fiesta por la victoria. Bart le gasta una broma a Moe, lo que enfada a Nelson. Éste decide que Moe es el primario y le rompe el brazo a Bart. Esto enfurece a Moe y echa a Nelson del equipo. Triste por no ser más que un matón, Nelson se une a la banda de Fat Tony.
Cuando Moe visita a la madre de Nelson para disculparse, se entera de que Nelson considera a Moe como el primario. Moe encuentra a Nelson, que está a punto de atacar a King Toot por Fat Tony. Moe convence a Nelson para que se detenga y le acompañe porque es algo más que un matón. Moe roba el trofeo de King Toot y se lo da a Nelson.

## Producción
Los exjugadores de hockey sobre hielo Stu Grimson, Dave Schultz y Tiger Williams aparecieron como ellos mismos. Los productores se pusieron en contacto con la NHL Network, donde Grimson trabaja como analista, para pedir su participación. Grimson grabó sus líneas en un estudio de Nashville mientras recibía comentarios de los productores por videoconferencia. Piensa que los productores le eligieron a él y a los demás exjugadores por sus apodos memorables. Grimson pudo asistir al estreno de la temporada en California. Grimson declaró que la aparición expondría el hockey a otro tipo de público.